# La fête du Gari
La fête du Gari est un événement annuel qui se déroule à l'Université d'Abomey-Calavi au Bénin.

## Historique
Créé en 1993 par l'ensemble artistique et culturel des étudiants (AECE), cet événement mettant en vedette le Gari, une farine de manioc et aliment de base, a pour objectif de récompenser le meilleur délayeur de Gari, de promouvoir l'art culinaire lié au gari, d'élire le meilleur poète du Gari, d'organiser un quiz et enfin de proposer une soirée spectacle,,,,,.
En 2022 c'est un étudiant en première année à la Faculté des Langues, Arts et Communication (FLAC ) qui a remporté le prix du meilleur délayeur.